# Франченко, Андрей Сергеевич
Андрей Сергеевич Франченко (род. 9 января 1964 года, Омск) — советский и российский тренер и преподаватель по плаванию. Заслуженный тренер России. Судья республиканской категории. Кандидат педагогических наук (1997).

## Биография
Андрей Сергеевич Франченко родился 9 января 1964 года в Братске (Иркутская область). Учился в средних школах № 8 и 77. В 1988 году окончил Омский государственный институт физической культуры по специальности «Физическая культура и спорт», получив квалификацию «Тренер-преподаватель по плаванию». После этого начал работать преподавателем на кафедре теории и методики плавания, где преподавал дисциплину «Профессионально-спортивное совершенствование». В настоящее время является исполняющим обязанности профессора кафедры.
В 1997 году Франченко защитил диссертацию на тему «Возрастное дифференцирование средств повышения скоростных возможностей в плавании у спортсменок 9-15 лет» и получил степенеь «кандидат педагогических наук».
Многие годы Андрей Сергеевич является тренером сборной команды России по плаванию (с ПОДА).
Среди его воспитанников:
- Дмитрий Полин — чемпион Паралимпийских игр 2004 года[3],
- Алексей Фоменков — чемпион Паралимпийских игр 2008 года,
- Александр Макаров — чемпион Европы.

В 2014 году Андрей Сергеевич участвовал в «Эстафете Паралимпийского огня».

### Семья
Женат на Елене Жигалиной. Дочь — Татьяна (1988 г.р.).

## Награды и звания
- Заслуженный тренер России.
- Заслуженный работник физической культуры Российской Федерации (2006)[6].
- Медаль «За высокие достижения» (2008)[7].

## Публикации
- Мосунов Д. Ф., Франченко А. С., Мосунова М. Д., Павлюкевич К. Н. Двойной цикл движений в одном цикле дыхания пловца в паралимпийском плавании. — Ученые записки университета им. П. Ф. Лесгафта, 2012[8].